# Кеви
Кеви (на френски: Quévy) е селище в Югозападна Белгия, окръг Монс на провинция Ено. Населението му е около 7700 души (2006).